# Eclipsa de Lună din 5 iunie 2020
O eclipsă de Lună prin penumbră s-a produs la 5 iunie 2020. A fost a doua dintre cele patru eclipse de Lună ale anului 2020. A avut o magnitudine penumbrală de 0,5683.
Eclipsa face parte din seria Saros 111, având numărul 67 din 71. 

## Vizibilitate
Fenomenul astronomic a putut fi observat, dacă cerul a fost senin, din Asia, Africa, Orientul Apropiat, Oceanul Indian și din cea mai mare parte din Australia.

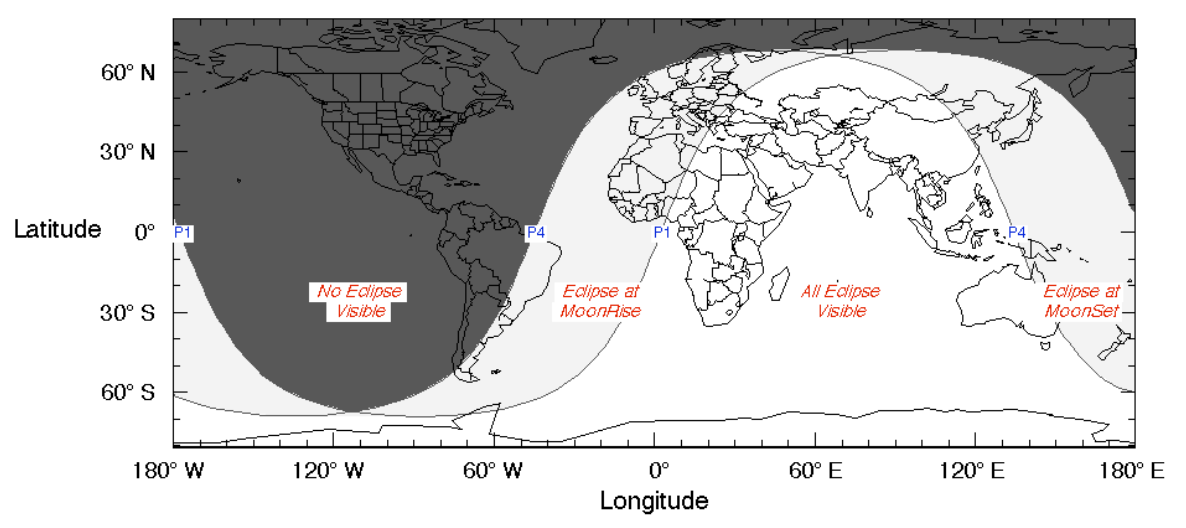
Harta arată regiunile din care a fost posibilă observarea eclipsei. În gri, sunt zonele din care nu s-a putut observa eclipsa; în alb, sunt zonele din care s-a putut observa eclipsa; iar în bleu deschis, regiunile din care s-a putut observa eclipsa la răsăritul sau la apusul Lunii.

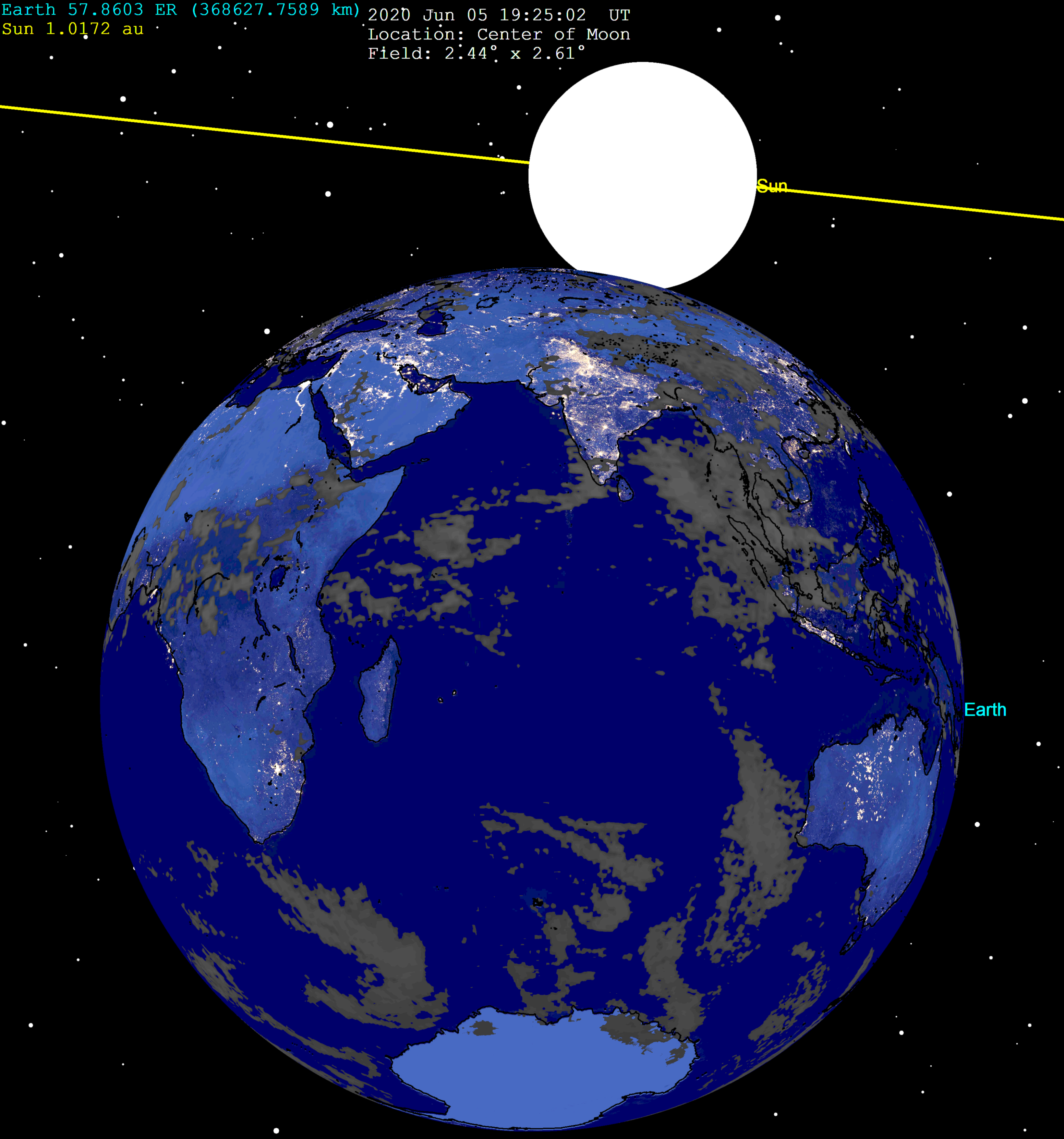
Vederea Pământului de pe Lună, în timpul fazei maxime a eclipsei

În România de sud-est (centrul și răsăritul Câmpiei Române și Dobrogea) eclipsa a putea fi observată, dacă cerul a fost senin, iar în România de nord, centrală și de vest, după răsăritul Lunii.

## Eclipse în 2020
- Eclipsa de Lună prin penumbră din 10 ianuarie.
- Eclipsa de Lună prin penumbră din 5 iunie.
- Eclipsa inelară de Soare din 21 iunie.
- Eclipsa de Lună prin penumbră din 5 iulie.
- Eclipsa de Lună prin penumbră din 30 noiembrie.
- Eclipsa totală de Soare din 14 decembrie 2020.